# ペドロ・ゴンサウヴェス
- ペドロ・ゴンサルヴェス

ペドロ・ゴンサウヴェス（Pedro Gonçalves、1998年6月28日 - ）は、ポルトガル・シャヴェス出身のサッカー選手。スポルティングCP所属。ポジションはフォワード、ミッドフィールダー。

## 経歴

### クラブ
ポルトガル北部のシャヴェスで生まれ、ヴィダゴFCでサッカーを始め、2008年にGDシャヴェスに加入した。2010年から2015年までSCブラガのユースチームでプレーし、その後バレンシアCFのユースチームでプレーした。2017年7月にウルヴァーハンプトン・ワンダラーズFCに加入した。契約期間は2年間で1年間の延長オプションが付帯している。U-23チームに所属することとなった。2017-18シーズンはU-23チームのレギュラーとしてプレーし、プレミアリーグ2で16試合に出場し4得点を記録した。2018年8月28日、EFLカップのシェフィールド・ウェンズデイFC戦で62分から途中出場し、プロデビューを果たした。2018-19シーズンのトップチームでの出場はこの1試合のみに留まった。プレミアリーグ2では19試合5得点の成績を残した。
2019年7月2日、プリメイラ・リーガに昇格したFCファマリカンに移籍し、5年契約を締結した。8月3日、タッサ・ダ・リーガのSCコヴィリャン戦で移籍後初出場を果たした。8月10日、CDサンタ・クララ戦でリーグ戦初出場を果たした。9月14日、FCパソス・デ・フェレイラ戦でリーグ戦初ゴールを挙げた。ファマリカンではレギュラーとしての地位を確立し、チームの好調なスタートに貢献した。2020年1月には、初めてキャプテンマークを巻いてプレーした。2019-20シーズンは、リーグ戦33試合に出場して5得点6アシストを記録した。
2020年8月18日、スポルティングCPに移籍し、5年契約を締結した。移籍金は、保有権の50パーセント分で650万ユーロと報じられた。10月1日、UEFAヨーロッパリーグのLASKリンツ戦に後半22分からルシアーノ・ビエットとの交代で途中出場し、移籍後初出場を果たした。11月1日、CDトンデラ戦で2ゴールを挙げた。これにより開幕6試合で5得点を記録し、これはリーグ2位の得点数だった。12月5日、古巣のファマリカン戦では、ゴールを挙げたものの退場処分を受けた。このゴールは、6試合連続となるシーズン通算10得点目をゴールとなった。2021年5月15日、SLベンフィカとのダービーマッチで2ゴールを挙げたが、試合は3-4で敗れ、スポルティングCPにとってこのシーズンの唯一のリーグ戦での敗戦となった。5月19日、CSマリティモ戦でハットトリックを達成し、シーズン23得点を記録してベンフィカのハリス・セフェロヴィッチの22得点を上回り、得点王に輝いた。ポルトガル人選手としてリーグ得点王に輝いたのは1996年のドミンゴス・パシエンシア以来であった。7月8日、2年連続でプリメイラリーガの年間最優秀若手選手賞を受賞した。
2021年7月31日、スーペルタッサ・カンディド・デ・オリベイラのブラガ戦でゴールを挙げて、2-1での勝利に貢献し、マン・オブ・ザ・マッチに選出された。8月6日のFCヴィゼラ戦と8月14日のブラガ戦で計3得点を記録し、リーグの月間最優秀ミッドフィールダーに選ばれた。8月末に左足を負傷し、約2か月間欠場を余儀なくされた。10月29日、クラブとの契約を2026年まで延長し、契約解除金は6000万ユーロから8000万ユーロに引き上げられた。11月3日、UEFAチャンピオンズリーグのベシクタシュJK戦でチャンピオンズリーグ初ゴールを含む2ゴールを挙げて、4-0での勝利に貢献し、マン・オブ・ザ・マッチに選出された。11月24日、チャンピオンズリーグのボルシア・ドルトムント戦でも2ゴールを挙げて、勝利に貢献した。これにより、スポルティングCPは2008-09シーズン以来のラウンド16進出を果たした。この2試合連続での2得点は、ポルトガル人としてはクリスティアーノ・ロナウドに次いでチャンピオンズリーグで2試合連続複数得点を記録した2人目の選手となった。2021-22シーズンは、シーズン通して負傷が続きパフォーマンスは低下したものの、公式戦31試合で14得点7アシストを記録して、チームで最も得点に関与した選手であった。
2022年8月7日、シーズン開幕戦となったブラガ戦で、1ゴールを挙げて3-3での引き分けに貢献した。8月14日、リオ・アヴェ戦では2得点を記録した。昨シーズンの好調さを早々に取り戻し、9月にはチームが不調に陥る中で3得点3アシストを記録した。負傷者の影響で、中盤のポジションでプレーすることもあった。2023年3月16日、UEFAヨーロッパリーグ決勝トーナメント・ラウンド16のアーセナル戦では、ハーフウェイライン付近からのロングシュートでゴールを挙げ、試合は1-1の同点に追いつき、チームは2戦合計3-3となった末にPK戦で勝利した。このゴールはこのシーズンの大会ベストゴールに選ばれた。2022-23シーズンは、公式戦20得点を記録してチーム内の得点王になったほか、リーグ戦ではリーグ最多となる11アシストを記録した 。
2023-24シーズンから背番号をかつてマテウス・ヌネスやブルーノ・フェルナンデスらが着用した8番に変更した。また、スポルティングCPは、ファマリカンが保有する保有権50パーセントの内、40パーセント分を770万ユーロで取得した。12月19日、FCポルト戦では、ポルト相手に初めてのゴールを挙げて、2-0での勝利に貢献し、チームはSLベンフィカを抜いてリーグ首位に立った。その後、フランシスコ・トリンコンとヴィクトル・ギェケレシュと攻撃ユニットを形成し、5月5日にベンフィカがファマリカンに敗れたことで、スポルティングCPは20回目のリーグ優勝を果たした。2023シーズンは、12アシストを記録して2年連続でリーグ最多アシストを記録した。

### 代表
2021年5月、EURO2020のポルトガル代表メンバーに選出された。2021年6月4日、スペイン代表との親善試合で代表初出場。

## タイトル

### クラブ
スポルティング・クルーベ・デ・ポルトゥガル
- プリメイラ・リーガ : 2020-21, 2023-24, 2024-25
- タッサ・ダ・リーガ : 2020-21, 2021-22
- タッサ・デ・ポルトガル : 2024-25
- スーペルタッサ・カンディド・デ・オリベイラ : 2022

### 代表
ポルトガル代表
- UEFAネーションズリーグ : 2024-25

### 個人
- プリメイラ・リーガ得点王 : 2020-21

## 私生活
ポルトガル北部のヴィダゴ出身で、母親が地元クラブ「ヴィダゴFC」の用具係を務めていた関係から、スタジアム内の家で育った。兄とともに夜遅くまでピッチでボールを蹴る日々を過ごし、「照明が消えるまで帰らなかった」と当時を振り返っている。子どもの頃は「ポチーニョ（小さな鍋）」というあだ名がつくほどふくよかな体型だったが、ストリートサッカーで培った技術と精神力によって、どんな相手にも物怖じせずにプレーできる特性を身につけた。また、ゴンサウベスは音楽や芸術にも造詣が深く、自ら作詞作曲した楽曲を発表したことがある。2021年にはポルトガルの音楽フェス「Festival da Canção」にも出演し、音楽を「人生や感情を表現する手段」と位置付けている。複数のタトゥーには家族への思いが込められており、鹿・熊・鯉などが家族を象徴するモチーフとして肌に刻まれている。また、母親が精神的に苦しんでいた時期があり、「それを見て育った自分にとって家族はすべて」と語っている。